# 霍勒斯 (內布拉斯加州)
霍勒斯（英語：Horace）是位於美國內布拉斯加州格里利縣的非建制地區。

## 歷史
霍勒斯的郵局於1890年設立，其後於1942年停運。

## 地理
霍勒斯所處的海拔為高於海平面628米（即2060英呎），而該地所採用的時區為UTC-6，即北美中部时区（CST）。同時該地設有夏令時間，為UTC-6調快一小時，即UTC-5（CDT）。